# Gabriela Ruffo
Gabriela Martínez del Río Moreno-Ruffo (Ciudad de México, 3 de diciembre de 1967), conocida artísticamente como Gaby Ruffo, es una actriz, cantante, conductora y locutora mexicana.  Tuvo mucha proyección en la televisión mexicana durante la década de los 90, debido a la conducción de los exitosos programas de concursos TVO y Llévatelo.

## Biografía
Inició su carrera a los doce años participando en telenovelas junto a su hermana Victoria. Luego, triunfando por encima de ~75 contendientes, obtuvo la coconducción del programa de concursos infantil TVO. Para esta transmisión grabó tres discos, compartiendo pistas con Liza Echeverría. Tales discos obtendrían el reconocimiento de disco de oro por éxito de ventas. Gracias al éxito de TVO se ganó el cariño del público mexicano. Hacia el final de la transmisión de TVO comenzó a salir los fines de semana al interior de la República para cantar. Meses más adelante entró al programa Llévatelo junto a Paco Stanley, donde por su belleza y carisma fue llamada "La muñequita del Pastel". Durante este tiempo tomó la decisión de lanzar su propio calendario con ella como modelo. Más adelante participó en Nuevas Tardes con Diego Schoening. Seguidamente, actuó en teatro en obras como Ahí va la novia y Piratas con Manuel "El Loco" Valdés. En 1995 protagonizó la película Embrujo de rock en la cual interpretó a una bruja llamada Gemma y además grabó la banda sonora de la película, lo que la llevó a ser nominada para los premios Ariel. Siempre activa, abrió un centro para fiestas infantiles.
Durante el 2005, valiéndose de su preparación  Montessori, produjo el programa de radio La casa de los niños el cual también condujo junto con su sobrino José Eduardo Derbez. El programa ganó el premio Francisco Gabilondo Soler para mejor programa de radio infantil (2005).
Ha parodiado los personajes que su hermana Victoria Ruffo ha interpretado en telenovelas, por ejemplo "María Fernández" de La madrastra, para el programa cómico La Parodia con el título de La Madre Esta. En 2011 parodió a "Victoria Sandoval", de la telenovela Triunfo del amor durante el Teletón.
El 2013 representa su regreso a la conducción en la televisión mexicana con el programa En la mañana con la Ruffo por la cadena de televisión y radio Grupo Fórmula.
Como escritora ha formado parte de la adaptación y edición literaria de telenovelas como El color de la pasión y Mi marido tiene familia

## Trayectoria

### Televisión
- Cita a ciegas (2019)
- En la mañana con la Ruffo (2013 - Tele Fórmula)
- Mañanitas a la Virgen de Guadalupe (Varios años)
- El Triunfo del Teletón (2010)
- La Madre Esta - La Parodia (2005)
- El reto Burundis - Invitada Especial (2004)
- Por un mundo feliz, Especial día del niño de Televisa (1998)
- Nuevas Tardes (1997)
- Al derecho y al derbez (1993-1995)
- Llévatelo (1993-1995)
- TVO (1991-1993)
- Un rostro en mi pasado (1990)... Karla Duboa
- Victoria (1987)... Constanza 'Conny' Martínez
- Juana Iris (1985)... Gloria
- La traición (1984) .... Alicia
- La fiera (1983) .... Carmela
- Quiéreme siempre (1982) .... Evelina

### Guionista

#### Coadaptaciónes
- Corona de lágrimas 2 (2022-2023) con Janely Lee y Roberto Castro, escrita por Jesús Calzada.
- Mi marido tiene familia (2017) con Lenny Ferro, versión y libretos por Héctor Forero López y Pablo Ferrer García-Travesí, edición literaria - Santiago Pineda, asesoría literaria - Martha Jurado e Ingrid de Lassé, original de Park Ji-eun.
- El color de la pasión (2014) con Claudia Velazco, edición literaria - Juan Pablo Balcázar y Ana Granados, original de José Cuauhtémoc Blanco y María del Carmen Peña.[1][2][3]

#### Adaptación
- Amor amargo (2024-2025) con Héctor Forero, Lenny Ferro y Carlos Arteaga, versión y libretos por Óscar Ortíz de Pinedo
- Cita a ciegas (2019) con Itzel Lara, Pedro Ortiz de Pinedo, Óscar Ortiz de Pinedo, Edwin Valencia y Mario Iván Sánchez, versión y libretos por Andrés Burgos

### Cine
- Embrujo de rock (1998) (TV)
- Embrujo de rock (1995)
- Pandilleros (1989)
- El cornudo soy yo (1989)
- Ansia de matar (1987) .... María
- Yo el ejecutor (1987)

### Radio
- En la mañana con la Ruffo (2012-presente)
- Nosotras hablamos (2011)
- La casa de los niños (2004-2006)

### Discografía
- Gema, Sencillo promocional de la película Embrujo de rock (1994)
- TVO 3 (1993)
- TVO 2 (1992)
- Feliz Navidad te deseamos (1991)
- TVO (1991)

## Nominaciones
Premios TVyNovelas
- Mejor actriz joven: Victoria (Nominada) - (1988)
- Mejor revelación femenina: La traición (Nominada) - (1985)